# نمادهای ملی سوریه
نمادهای ملی سوریه، پرچم‌ها، شمایل‌ها یا نمادهای فرهنگی رسمی و غیررسمی هستند که نمادین، نماینده یا به هر نحو دیگری مشخصه سوریه و فرهنگ آن می‌باشند.
| عنوان      | نام نماد                                  | تصویر/صوت                                                                     |
| ---------- | ----------------------------------------- | ----------------------------------------------------------------------------- |
| پرچم ملی   | پرچم سوریه                                |                                                                               |
| نشان رسمی  | نشان رسمی سوریه                           |                                                                               |
| سرود ملی   | پاسداران سرزمین (۱۹۳۸–۱۹۵۸؛ ۱۹۶۱–اکنون)   | پاسداران سرزمین آیا در اجرای این پرونده مشکلی دارید؟ راهنمای رسانه را ببینید. |
| رنگ‌های ملی | سبز، سفید، سیاه و قرمز (رنگ‌های پان‌عربیسم) |                                                                               |
| گل ملی     | یاس                                       |                                                                               |
| درخت ملی   | درخت زیتون                                |                                                                               |
| پرنده ملی  | اکراس سرتاس شمالی                         |                                                                               |
| جانور ملی  | خرس قهوه‌ای سوری                           |                                                                               |
| غذای ملی   | کبه                                       |                                                                               |
| ساز ملی    | قانون                                     |                                                                               |
| رقص ملی    | دبکه                                      |                                                                               |